# Pteronemobius caudatus
Pteronemobius caudatus är en insektsart som först beskrevs av Tokuichi Shiraki 1911.  Pteronemobius caudatus ingår i släktet Pteronemobius och familjen syrsor. Inga underarter finns listade i Catalogue of Life.